# 개비의 매직 하우스 (영화)
"개비의 매직하우스 극장판"(영어: Gabby's Dollhouse: The Movie)은 2025년 개봉 예정인 미국의 뮤지컬, 판타지, 코미디, 로드 애니메이션 영화이다. 라이언 크레고가 감독을 맡았으며, 넷플릭스의 동명 어린이 프로그램이 영화의 원작이다.